# Agylla ochrota
Agylla ochrota är en fjärilsart som beskrevs av Paul Dognin 1910. Agylla ochrota ingår i släktet Agylla och familjen björnspinnare. Inga underarter finns listade i Catalogue of Life.